# Fügen durch Urformen
Das Fügen durch Urformen ist eine Gruppe von Fertigungsverfahren aus der Hauptgruppe Fügen, die Methoden des Urformens nutzt.
Die urformenden Verfahren (insbesondere Gießen und Sintern) können genutzt werden, um an einem Werkstück mit geometrisch definierter Form ein Ergänzungswerkstück anzubringen, das aus formlosen Stoff (Schmelze, Pulver etc.) gebildet wird oder um zwei Werkstücke miteinander zu verbinden, zum Beispiel wenn beide umgossen werden. Außerdem kann der formlose Stoff in Hohlräume eines Werkstückes eingebracht werden, um die Festigkeit zu erhöhen.
Zum Fügen durch Urformen zählen das Ausgießen, Einbetten, Umspritzen, Eingießen, Einvulkanisieren, Vergießen, Eingalvanisieren, Ummanteln und das Kitten.